# José Gonçalves de Minas
José Gonçalves de Minas é um município brasileiro do estado de Minas Gerais. Sua população recenseada em 2022 era de 3 969 habitantes.

## Geografia
Localiza-se na Mesorregião do Jequitinhonha.

### Rodovias
- BR-367